# Christa Springe
Christa Springe (* 12. Dezember 1926 in Stettin; † 18. März 2022 in Mainz) war eine deutsche evangelische Pastorin und Autorin.

## Leben
Springe begann als junge Frau in der Evangelischen Akademie von Bad Boll mitzuarbeiten, wo sie sich für die Einbeziehung von Frauen in die von Männern dominierte Gesellschaft engagierte. Die Hervorhebung der Geschlechtergerechtigkeit in der Industrie- und Sozialarbeit der Evangelischen Kirche war ihr Lebensthema. Erst spät studierte sie Evangelische Theologie. 1966 wurde sie ordiniert und zur Pfarrerin berufen. An mehreren Stellen widmete sie sich der Kirchlichen Industrie- und Sozialarbeit: in Witten, im Haus Villigst von Schwerte, in Bad Boll, bei der Gossner-Mission in Mainz-Kastel und ab 1970 in Mainz. Sie war Mitbegründerin der „Europäischen Arbeitsgemeinschaft Kirche und Arbeitswelt (ECG)“ und des „Work and Economy Network in the European Churches (WEN)“. Sie beteiligte sich auch an der Vorbereitung der Europäischen Ökumenischen Versammlungen. Sie wurde die Präsidentin der Zweiten Versammlung, die 1997 in Graz stattfand.
Springe beteiligte sich darüber hinaus an verschiedenen kirchlichen und gesellschaftlichen Initiativen. So gehörte sie von 1975 bis 1989 zum Redaktionskreis der Zeitschrift der kirchlichen Bruderschaften der Bekennenden Kirche (BK) Die Stimme der Gemeinde. Auch war sie Gründungsmitglied der „Gustav-Heinemann-Initiative“ (GHI).
Christa Springe war verheiratet mit Horst Symanowski in dessen zweiter Ehe. Sie verstarb am 18. März 2022 in Mainz.

## Veröffentlichungen
- Pionier der kirchlichen Industrie- und Sozialarbeit – Horst Symanowski ist 85 Jahre alt, in: AMOS; Kritische Blätter aus dem Ruhrgebiet, 4/1996, S. 18f.
- Die Befreiung des Menschen von den Entfremdungen durch wirtschaftliche und gesellschaftliche Entwicklungen und Unterentwicklungen. Bremen : Vertrieb Junge Kirche, 1972
- Der 1. [erste] Mai in der Predigt, Köln : Pahl-Rugenstein, 1978
- Solidarität mit den Opfern der Apartheid, in: epd. Ausgabe für kirchliche Presse Nr. 13 vom 25. März 1987, S. 5f.
- Die Kirche und der Mensch in der modernen Industriewelt, in: Junge Kirche 33, 1972, S. 479ff.
- Bemerkungen zur Studie der EKD „Die Frau in Familie, Kirche und Gesellschaft, zum gemeinsamen Leben von Frau und Mann“, in: Zeitschrift für evangelische Ethik, Band 24, VerlagGütersloher Verlagshaus G. Mohn., 1980
- Ein Beispiel für die Einheit von „Urban and Industrial Mission“, masch.Man., Mainz o. J.
- Angelika Beier, Frank Spieth, Christa Springe (Hg.): Alternative: Soziale Gerechtigkeit, Hamburg 2000